# Cautires taoi
Cautires taoi – gatunek chrząszcza z rodziny karmazynkowatych i podrodziny Lycinae.
Gatunek ten opisany został po raz pierwszy w 2012 roku przez Ladislava Bocáka z Uniwersytetu Palackiego na łamach ZooKeys. Opisu dokonano na podstawie czterech okazów odłowionych w 1981, 1982 i 1986 roku. Jako miejsce typowe wskazano Sukosari w Jawie Wschodniej. Epitet gatunkowy nadano na cześć M. Tao, który odłowił holotyp. 
Chrząszcz o smukłym, grzbietobrzusznie spłaszczonym, słabo zesklerotyzowanym ciele długości około 7,2 mm. Przedplecze i nasadową połowę pokryw ma ubarwione pomarańczowoczerwono, zaś resztę ciała ciemnobrązowo lub czarno. Przedplecze i pokrywy porasta owłosienie o pomarańczowym kolorze. Czułki u samicy są ostro piłkowane, u samca zaś krótko blaszkowate. Głowa jest mała, wyposażona w półkuliste oczy złożone o średnicach wynoszących 0,87 ich rozstawu. Przedplecze jest 1,35 raza szersze niż długie, płaskie. Ma wyniesione i wypukłe krawędzie boczne oraz ostre kąty tylne. Środkiem przedniej ⅓ przedplecza biegnie podłużny kil, dalej rozdwaja się on tworząc żeberka odgraniczające środkową areolę, która to dochodzi do nasadowej krawędzi przedplecza. Pokrywy mają po cztery dobrze rozwinięte żeberka podłużne pierwszorzędowe i po pięć słabiej wykształconych żeberek podłużnych drugorzędowych. Ponadto między tymi żeberkami występują gęsto rozmieszczone żeberka poprzeczne, dzieląc powierzchnię pokryw na komórki (areole).
Owad orientalny, endemiczny dla Indonezji, znany tylko z prowincji Jawa Wschodnia.